# Kim Jong-keon
Kim Jong-keon (23 marzo 1964) è un ex calciatore sudcoreano, di ruolo centrocampista.